# Dutch Open 2007 - Qualificazioni singolare
Le qualificazioni del singolare  del Dutch Open 2007 sono state un torneo di tennis preliminare per accedere alla fase finale della manifestazione. I vincitori dell'ultimo turno sono entrati di diritto nel tabellone principale. In caso di ritiro di uno o più giocatori aventi diritto a questi sono subentrati i lucky loser, ossia i giocatori che hanno perso nell'ultimo turno ma che avevano una classifica più alta rispetto agli altri partecipanti che avevano comunque perso nel turno finale.
Le qualificazioni del torneo Dutch Open 2007 prevedevano 32 partecipanti di cui 4 sono entrati nel tabellone principale.

## Teste di serie
1. Juan Pablo Guzmán (ultimo turno)
2. Juan-Pablo Brzezicki (ultimo turno)
3. Björn Phau (secondo turno)
4. Adrián Menéndez Maceiras (primo turno)

1. Sebastian Decoud (secondo turno)
2. Máximo González (secondo turno)
3. Jérémy Chardy (Qualificato)
4. Diego Junqueira (primo turno)

## Qualificati
1. Steve Darcis
2. Jérémy Chardy

1. Félix Mantilla
2. Christophe Rochus

## Tabellone

### Legenda
| - Q = Qualificato - WC = Wild card - LL = Lucky loser | - ALT = Alternate - SE = Special Exempt - PR = Protected Ranking | - w/o = Walkover - r = Ritirato - d = Squalificato |

### Sezione 1
|  | Primo turno     | Primo turno       | Primo turno       | Primo turno | Primo turno |  |  | Secondo turno | Secondo turno     | Secondo turno | Secondo turno | Secondo turno |   |   | Ultimo turno | Ultimo turno      | Ultimo turno      | Ultimo turno | Ultimo turno |  |
|  |                 |                   |                   |             |             |  |  |               |                   |               |               |               |   |   |              |                   |                   |              |              |  |
|  | 1               | Juan Pablo Guzmán | Juan Pablo Guzmán | 7           | 6           |  |  |               |                   |               |               |               |   |   |              |                   |                   |              |              |  |
|  |                 | Maximilian Abel   | Maximilian Abel   | 6           | 2           |  |  | 1             | Juan Pablo Guzmán | 6             | 64            | 6             |   |   |              |                   |                   |              |              |  |
|  | Ralph Grambow   | Ralph Grambow     | Ralph Grambow     | 6           | 6           |  |  |               | Ralph Grambow     | 3             | 7             | 4             |   |   |              |                   |                   |              |              |  |
|  | Thomas Schoorel | Thomas Schoorel   | Thomas Schoorel   | 3           | 4           |  |  |               |                   |               |               |               |   |   | 1            | Juan Pablo Guzmán | Juan Pablo Guzmán | 0            | 3            |  |
|  | Steve Darcis    | Steve Darcis      | Steve Darcis      | 7           | 7           |  |  |               |                   |               | Steve Darcis  | Steve Darcis  | 6 | 6 |              |                   |                   |              |              |  |
|  | Jasper Smit     | Jasper Smit       | Jasper Smit       | 62          | 6           |  |  | Steve Darcis  | Steve Darcis      | Steve Darcis  | 6             | 6             |   |   |              |                   |                   |              |              |  |
|  |                 | Ivan Dodig        | Ivan Dodig        | 6           | 6           |  |  | Ivan Dodig    | Ivan Dodig        | Ivan Dodig    | 3             | 2             |   |   |              |                   |                   |              |              |  |
|  | 8               | Diego Junqueira   | Diego Junqueira   | 1           | 4           |  |  |               |                   |               |               |               |   |   |              |                   |                   |              |              |  |

### Sezione 2
|  | Primo turno      | Primo turno          | Primo turno      | Primo turno | Primo turno |  |  | Secondo turno | Secondo turno        | Secondo turno | Secondo turno | Secondo turno |   |   | Ultimo turno | Ultimo turno         | Ultimo turno         | Ultimo turno | Ultimo turno |  |
|  |                  |                      |                  |             |             |  |  |               |                      |               |               |               |   |   |              |                      |                      |              |              |  |
|  | 2                | Juan-Pablo Brzezicki | 6                | 5           | 6           |  |  |               |                      |               |               |               |   |   |              |                      |                      |              |              |  |
|  |                  | Melvyn Op Der Heijde | 1                | 7           | 3           |  |  | 2             | Juan-Pablo Brzezicki | 4             | 6             | 6             |   |   |              |                      |                      |              |              |  |
|  | Boy Westerhof    | Boy Westerhof        | Boy Westerhof    | 6           | 7           |  |  |               | Boy Westerhof        | 6             | 3             | 4             |   |   |              |                      |                      |              |              |  |
|  | Julian Reister   | Julian Reister       | Julian Reister   | 3           | 5           |  |  |               |                      |               |               |               |   |   | 2            | Juan-Pablo Brzezicki | Juan-Pablo Brzezicki | 4            | 3            |  |
|  | Michel Koning    | Michel Koning        | Michel Koning    | 7           | 6           |  |  |               |                      | 7             | Jérémy Chardy | Jérémy Chardy | 6 | 6 |              |                      |                      |              |              |  |
|  | Alejandro Fabbri | Alejandro Fabbri     | Alejandro Fabbri | 65          | 4           |  |  |               | Michel Koning        | Michel Koning | 2             | 64            |   |   |              |                      |                      |              |              |  |
|  | 7                | Jérémy Chardy        | Jérémy Chardy    | 6           | 6           |  |  | 7             | Jérémy Chardy        | Jérémy Chardy | 6             | 7             |   |   |              |                      |                      |              |              |  |
|  |                  | Nicolás Todero       | Nicolás Todero   | 4           | 4           |  |  |               |                      |               |               |               |   |   |              |                      |                      |              |              |  |

### Sezione 3
|  | Primo turno             | Primo turno             | Primo turno             | Primo turno | Primo turno |  |  | Secondo turno | Secondo turno    | Secondo turno   | Secondo turno   | Secondo turno   |   |   | Ultimo turno   | Ultimo turno   | Ultimo turno   | Ultimo turno | Ultimo turno |  |
|  |                         |                         |                         |             |             |  |  |               |                  |                 |                 |                 |   |   |                |                |                |              |              |  |
|  | 3                       | Björn Phau              | Björn Phau              | 6           | 6           |  |  |               |                  |                 |                 |                 |   |   |                |                |                |              |              |  |
|  |                         | Philipp Hammer          | Philipp Hammer          | 4           | 4           |  |  | 3             | Björn Phau       | 4               | 6               | 1               |   |   |                |                |                |              |              |  |
|  | Félix Mantilla          | Félix Mantilla          | Félix Mantilla          | 6           | 6           |  |  |               | Félix Mantilla   | 6               | 1               | 6               |   |   |                |                |                |              |              |  |
|  | Guillem Burniol-Teixido | Guillem Burniol-Teixido | Guillem Burniol-Teixido | 1           | 0           |  |  |               |                  |                 |                 |                 |   |   | Félix Mantilla | Félix Mantilla | Félix Mantilla | 6            | 6            |  |
|  | Denis Macukevič         | Denis Macukevič         | 6                       | 4           | 6           |  |  |               |                  | Denis Macukevič | Denis Macukevič | Denis Macukevič | 0 | 0 |                |                |                |              |              |  |
|  | Juan Antonio Marín      | Juan Antonio Marín      | 1                       | 6           | 2           |  |  |               | Denis Macukevič  | 7               | 1               | 6               |   |   |                |                |                |              |              |  |
|  |                         |                         |                         |             |             |  |  | 5             | Sebastian Decoud | 68              | 6               | 3               |   |   |                |                |                |              |              |  |
|  |                         |                         |                         |             |             |  |  |               |                  |                 |                 |                 |   |   |                |                |                |              |              |  |

### Sezione 4
|  | Primo turno            | Primo turno              | Primo turno              | Primo turno | Primo turno |  |  | Secondo turno          | Secondo turno          | Secondo turno          | Secondo turno     | Secondo turno     |   |   | Ultimo turno      | Ultimo turno      | Ultimo turno      | Ultimo turno | Ultimo turno |  |
|  |                        |                          |                          |             |             |  |  |                        |                        |                        |                   |                   |   |   |                   |                   |                   |              |              |  |
|  |                        | Christophe Rochus        | Christophe Rochus        | 6           | 6           |  |  |                        |                        |                        |                   |                   |   |   |                   |                   |                   |              |              |  |
|  | 4                      | Adrián Menéndez Maceiras | Adrián Menéndez Maceiras | 4           | 1           |  |  | Christophe Rochus      | Christophe Rochus      | Christophe Rochus      | 6                 | 6                 |   |   |                   |                   |                   |              |              |  |
|  | Javier Genaro-Martinez | Javier Genaro-Martinez   | Javier Genaro-Martinez   | 6           | 6           |  |  | Javier Genaro-Martinez | Javier Genaro-Martinez | Javier Genaro-Martinez | 4                 | 3                 |   |   |                   |                   |                   |              |              |  |
|  | Matwé Middelkoop       | Matwé Middelkoop         | Matwé Middelkoop         | 4           | 2           |  |  |                        |                        |                        |                   |                   |   |   | Christophe Rochus | Christophe Rochus | Christophe Rochus | 6            | 6            |  |
|  | Nick Van Der Meer      | Nick Van Der Meer        | Nick Van Der Meer        | 6           | 6           |  |  |                        |                        | Nick Van Der Meer      | Nick Van Der Meer | Nick Van Der Meer | 4 | 1 |                   |                   |                   |              |              |  |
|  | Lovro Zovko            | Lovro Zovko              | Lovro Zovko              | 1           | 2           |  |  |                        | Nick Van Der Meer      | 5                      | 6                 | 6                 |   |   |                   |                   |                   |              |              |  |
|  | 6                      | Máximo González          | Máximo González          | 6           | 6           |  |  | 6                      | Máximo González        | 7                      | 1                 | 4                 |   |   |                   |                   |                   |              |              |  |
|  |                        | Mark De Jong             | Mark De Jong             | 2           | 0           |  |  |                        |                        |                        |                   |                   |   |   |                   |                   |                   |              |              |  |